# وزارت ارتباطات و فناوری اطلاعات (سوریه)
وزارت ارتباطات و فناوری اطلاعات سوریه (به عربی: وزارة الاتصالات وتكنولوجيا المعلومات السوریة) نام یک دستگاه دولتی سوری است که مسؤول ارتباطات و تکنولوژی در این کشور است. این وزارت در تاریخ ۱۸ سپتامبر ۲۰۰۳ از وزارت حمل و نقل به نام کنونی در زمان نخست‌وزیری محمد ناجی عطری تغییر نام یافت.

## وزیران
سوریه بعثی:
- محمد رضوان مرتینی (۲۰۰۰ – ۱۳ دسامبر ۲۰۰۱)
- محمد بشیر المنجد (۱۳ دسامبر ۲۰۰۱ – ۲۱ فوریه ۲۰۰۶)
- عمر نظیر سلمان (۲۱ فوریه ۲۰۰۶ – ۸ دسامبر ۲۰۰۷)
- عماد عبد الغنی الصابونی (۸ دسامبر ۲۰۰۷ – ۲۹ مارس ۲۰۱۱) (۱۴ آوریل ۲۰۱۱ – ۸ دسامبر ۲۰۲۴)

 نخستین دولت انتقالی سوریه:
- حسین المصری (۱۰ دسامبر ۲۰۲۴–۲۹ مارس ۲۰۲۵)

 دومین دولت انتقالی سوریه:
- عبدالسلام هیکل (۲۹ مارس ۲۰۲۵–اکنون)